# Вахрушев, Юрий Павлович
Юрий Павлович Вахрушев (30 марта 1955, дер. Векшино, Кировская область) — советский лыжник и биатлонист. Чемпион мира по лыжным гонкам среди студентов (1975), чемпион (1979) и неоднократный призёр чемпионата СССР по лыжным гонкам, чемпион (1977) и неоднократный призёр чемпионата СССР по биатлону. Мастер спорта СССР международного класса по лыжным гонкам.

## Биография
Начал заниматься лыжными гонками в ДЮСШ № 1 Кирово-Чепецка, воспитанник тренера Л. А. Утробиной. В 1975 году одержал победу на VIII зимней Универсиаде в итальянском Ливиньо на дистанции 15 км и стал вторым на дистанции 30 км, за что получил звание Мастер спорта СССР международного класса. Был призёром других международных соревнований по лыжному спорту.
В 1977 году стал бронзовым призёром чемпионата СССР по лыжным гонкам в эстафете в составе команды Вооружённых Сил. На чемпионате СССР по лыжным гонкам 1979 года завоевал три медали — стал чемпионом в эстафете в составе сборной Вооружённых Сил, занял второе место на дистанции 50 км и был третьим в гонке на 30 км. На следующем чемпионате страны завоевал серебро в эстафете.
Одновременно с лыжными гонками выступал в биатлоне. Представлял команду Вооружённых Сил (СКА) и город Киров.
В 1977 году выиграл золотые медали чемпионата СССР по биатлону в гонке патрулей в составе команды Вооружённых Сил. В 1983 году в составе команды этого же общества стал серебряным призёром чемпионата страны в эстафете и бронзовым — в гонке патрулей.
Окончил педагогический институт. С 1999 года работает инкассатором в г. Кирове.